# مقاطعة بيدفورد (بنسلفانيا)
مقاطعة بيدفورد (بالإنجليزية: Bedford County, Pennsylvania)‏ هي إحدى مقاطعات ولاية بنسلفانيا في الولايات المتحدة. بلغ عدد سكانها 49762 نسمة في عام 2010 حسب إحصاء مكتب تعداد الولايات المتحدة.

## وصلات خارجية
- bedfordcountypa.org